# DJ Z-Trip
DJ Z-Trip o Z-Trip, pseudonimo di Zach Sciacca (Phoenix, 22 luglio 1972), è un disc jockey e rapper statunitense, diventato famoso soprattutto tramite la rete internet per la sua collaborazione con DJ P, Uneasy Listening, Vol. 1, pubblicata nel 2001.
Di questa produzione furono stampate solo 2000 copie, ma l'album fu immediatamente distribuito sulla rete in formato MP3.
La più recente tra le pubblicazioni di Z-Trip, Shifting Gears, ha segnato l'esordio sul mercato della propria etichetta discografica. Pubblicato con Hollywood Records nel 2005, l'album presenta collaborazioni con artisti di primissimo piano del panorama hip hop come Supernatural, Murs, Lyrics Born, Luke Sick, Aceyalone, Mystic, Prince Whipper Whip, Busdriver, Chester Bennington (dei Linkin Park), Chuck D (dei Public Enemy) e Soup (dei Jurassic 5).
DJ Z-Trip ha anche partecipato nel 2001 ad un documentario intitolato Scratch dove nel suo intervento mostrava alcune tecniche del DJing.

## Album
- Z-Trip: Uneasy listening, Vol. 1
- Z-Trip: Shifting Gears

## EP
- Z-Trip: Breakfast Club 10-inch
- Z-Trip: Listen to the DJ 12-inch (feat. Soup of Jurassic 5)
- Z-Trip: Rhythmic Metaphor 12-inch
- Z-Trip: Shock And Awe 12-inch (feat. Chuck D of Public Enemy)

## Mixtape
- Z-Trip & Radar: Live @ Future Primitive Volume 2
- Z-Trip: Mixed, Scratched, Tweaked & Abused
- Z-Trip: Urban Revolutions: The Future Primitive Sound Collective

## Promo mixtape/EP
- Z-Trip: Mixed, Scratched, Tweaked & Abused
- Z-Trip: Slow Motion
- Z-Trip: Urban Revolutions Megamix
- Z-Trip: The Unknown
- Z-Trip: The Motown Breakdown Part 1
- Z-Trip: B-boy Breaks 3
- Z-Trip & DJ P: Uneasy Listening, Vol. 1
- Z-Trip & Emile: Best Friends (The Long Lost Bombshelter Mix CD)
- Z-Trip & Murs: The End Of The Beginning Sampler Mix

## Mix usciti solo su internet
- Z-Trip: Live on Power 106 FM - 8.6.06
- Z-Trip: Live in Seattle - WA, USA 10.21.00
- Z-Trip: Live on Groove Radio - Toronto, Canada 5.2.01
- Z-Trip: Live on Future Primitive Radio - San Fran, USA 5.18.01
- Z-Trip: Live on Dublab 02.25.00
- Z-Trip: Live @ Rootdown 02.24.00
- Z-Trip: Live @ Rootdown 2003 (aka, The Anti-War Mix; aka, Z-Trip: For Those About to Vote)
- Z-Trip: Live @ Baltic Room 11/17/01
- Z-Trip: Live @ WFNX Radio
- Z-Trip: Live UCLA 05.30.03
- Z-Trip: Live @ DjScene.com
- Z-Trip: Live @ Seattle Tasty Show 10/21/00
- Z-Trip: Live @ Scratch Movie Party
- Z-Trip: Live @ Bonnaroo Festival
- Z-Trip: Live @ Scratch Movie Party
- Z-Trip: Live @ Beta Lounge 05.18.01
- Z-Trip: Live @ The Fox Boulder 05.25.03
- Z-Trip & DJ P: Live @ GT Radio
- Z-Trip & DJ P: Live @ The Last Supper Club - Seattle, USA 12.7.00
- Z-Trip & DJ P: Live on Groovetech
- Z-Trip & DJ Mel: Live @ Thursday Uprock, Austin, TX 11.08.01
- Z-Trip & Emile: Hip Hop Mix 02.12.99
- Z-Trip, Emile & Radar: Acid Reign